# Задар
За́дар (хорв. Zadar), Цара (итал. Zara, лат. Jadera) — город в Хорватии, один из важнейших исторических центров Далмации, кафедра Задарской архиепархии. Находится в центральной части побережья Адриатики, центр жупании Задар. Население — 71 471 человек (2011).

## Общие сведения
Город расположен по берегам густо изрезанного бухтами Адриатического побережья. Старый город Задара, имеющий большую культурно-историческую ценность, находится в границах римского города.
Население города занято в туристическом сервисе, торговле, пищевой промышленности, рыболовстве и рыбопереработке, машиностроении, кораблестроении.
Задарский Университет был основан в 1396 году и является одним из старейших в Хорватии.
В непосредственной близости от города расположены три национальных парка — Корнаты, Пакленица и Северный Велебит.

## История
С IX века до н. э. здесь существовало поселение иллирийцев, называвшееся Ядера. В I век до н. э. город был завоёван римлянами.
В V веке после распада Западной Римской империи город регулярно подвергался набегам различных завоевателей. В VII веке сюда, как и на всё далматинское побережье, пришли славяне, и в этот же период город попал под власть Византийской империи и стал столицей византийской провинции Далмация. В начале IX века город завоевали франки, однако уже в 812 году он снова отошёл Византии. Задар был местом пребывания стратега (проконсула Византии). После недолговременной власти Венецианской республики в 1000—1024 годах Византия вновь вернула город.
В 1069 году королю Хорватии Петару Крешимиру IV удалось реализовать давнюю цель хорватского королевства, за которую оно безуспешно боролось много лет. Петар Крешимир заключил договор с Византией, согласно которому побережье Адриатики с важными портовыми городами, включая Задар, перешло под власть Хорватии. С этого времени почти исключительно романское население Задара начинает разбавляться хорватами, которые из окрестных славянских поселений постепенно переселяются в Задар.

В 1105 году Задар по Трогирскому соглашению признал власть венгерского-хорватского короля на условиях весьма широкой автономии. После этого город оказался вовлечённым в постоянные войны между королевством и Венецианской республикой, в результате чего многократно переходил из рук в руки. Для венецианских торговых путей в Адриатике Задар был ключевым пунктом, поэтому Венеция боролась за город ожесточённо. Население города было на стороне королевства, которое предоставляло задарчанам существенно большую автономию, чем Венеция. В середине XII века венецианцы подчиняют Задар, два восстания горожан против них (в 1164 и 1168 годах), поддержанных войском венгерско-хорватского короля Иштвана III, окончательно подавлены Венецией в 1170 году. Однако через 10 лет Задар поднимает новое восстание и признаёт своим правителем Белу III. Это восстание было более успешным, в 1190 году задарский флот даже разбил венецианцев в морском сражении. 
В 1202 году венецианский дож Энрико Дандоло сумел направить на Задар задолжавших ему крестоносцев — участников IV крестового похода. Осада города была ожесточённой, в конце концов, Задар был взят штурмом и полностью разграблен. Папа Иннокентий III отлучил всех участников разграбления христианского Задара от Церкви. В 1205 году восстановленный Задар заключил договор с Венецией на условиях автономии, а в 1216 году король Андраш II отрёкся от притязаний венгерско-хорватского королевства на Задар.
Но это была только пауза в многовековой борьбе. Что дух горожан не сломлен, они доказали в 1242 году, подняв новое восстание. После его подавления венецианцы установили в городе жёсткие законы — было запрещено поселение хорватов в городе, браки с хорватами, а все задарчане должны были посетить Венецию, где принесли покаяние. Меры не помогли, в 1311 году следует новый антивенецианский мятеж, подавленный в 1313 году.
В новую фазу противостояние Венгрии и Венеции на Адриатике вступило в середине XIV века, когда корону Святого Иштвана получил энергичный и талантливый Людовик Великий. Вспыхнувшее в 1345 году в Задаре антивенецианское восстание положило начало войне, в ходе которой Людовику при поддержке горожан удалось завоевать все ключевые далматинские города, включая сам Задар; а затем после прямого наступления его армии на север Италии, Венеция была вынуждена подписать тяжёлый Задарский мир (1358 год), по которому теряла всю Далмацию.
Могущество королевства Людовика закончилось, однако, вместе с его смертью. Междоусобные войны между претендентами на корону быстро подточили его силу. В 1409 году один из претендентов Владислав продал за 100 000 дукатов всю Далмацию Венеции. На следующие 400 лет Задар и прочие далматинские города вошли в её состав.
Прочное утверждение Венеции в Задаре, с одной стороны, принесло долгожданные стабильность и мир, с другой стороны, способствовало падению торгового значения города, поскольку Венеция рассматривала Задар как перевалочный пункт в своей восточной торговле и жёстко пресекала любые попытки самостоятельного ведения дел. Несколько раз за эти века Задар опустошали эпидемии чумы, занесённой на торговых кораблях с Востока.
С XVI века началось соперничество на Адриатике между Венецией и Османской империей. Задар в этих войнах играл роль ключевого фортификационного центра венецианцев, в связи с чем в городе были возведены многочисленные оборонительные сооружения.
Тот город Зара немалой, строение в нём все каменное, доброе, стоит на самом краю моря, около ево есть горы немалые. От того города Зары турецкая граница в самых ближних местах. Тот город во всей Долматии лучший, тут живёт венецкой генерал. Тот город Зара зделан изрядною крепостию, вокруг ево пропущена вода морская и делан весь бастионами. И под бастионами деланы во многих местех подлазы великие, в тех подлазах поделаны анбары для пороховой казны; там же в ыных местех поделаны кузницы и иные всякие нужные потребы к осадному времени. В том городе по стенам и по бастионам безмерно много пушек зело великих, медных. По тому городу башен нет, кроме проезжих ворот, а ворота не высокие, равны з городовою стеною. А по стене и по бастионам поделаны каменные малые караулни круглые, в которых толко можно по одному человеку в караулне вместится. В том городе в западной церкве видел я мощи святаго Симеона Богоприимца. <…> В том городе Заре в другой западной церкве, сказывают, что лежат мощи трех мучениц Веры, Любви и Надежды. Ходил я их смотрить, и указывали мне, что лежат под престолом; а видеть святых их мощей невозможно.
В 1797 году после падения венецианской республики Задар, как и вся Далмация, был присоединён к Австрии. После непродолжительного французского владычества в 1813 году он снова перешёл под власть австрийской короны. Во время наполеоновского правления в Задаре была выпущена первая газета на хорватском языке.
Во второй половине XIX века Задар был центром хорватского культурного и национального возрождения.
Во время первой мировой войны Задар был оккупирован Италией, а после войны стал её частью вместе с Истрией и островами Црес, Лошинь и Ластово, в то время как остальная Далмация вошла в состав королевства Сербов, Хорватов и Словенцев (позднее королевства Югославия).
В ходе войны в 1943—1944 годах Задар 72 раза массированно бомбили с воздуха английские и американские самолёты, в результате чего город был почти полностью разрушен.
После Второй мировой войны Задар в составе Хорватии стал частью СФРЮ, что вызвало массовый исход итальянского населения из города.
После провозглашения независимости Хорватии в 1991 году Задар вновь был подвергнут бомбардировкам, на этот раз сербской армией. Осада города, в ходе которой все сухопутные связи Задара с остальной Хорватией были отрезаны, продолжалась до января 1993 года, когда весь город и его окрестности перешли под контроль хорватской армии. Отдельные атаки на город продолжались вплоть до 1995 года, то есть до конца войны в Хорватии.

## Климат
Задар находится на границе влажного субтропического (Cfa) и средиземноморского (Csa) климата. Средняя температура зимой составляет около 8 °С и летом около 23 °С.
| Показатель                    | Янв. | Фев. | Март | Апр. | Май  | Июнь | Июль | Авг. | Сен. | Окт. | Нояб. | Дек. | Год  |
| ----------------------------- | ---- | ---- | ---- | ---- | ---- | ---- | ---- | ---- | ---- | ---- | ----- | ---- | ---- |
| Средний суточный максимум, °C | 10,8 | 11,3 | 13,6 | 16,6 | 21,3 | 25,2 | 28,2 | 28,2 | 24,3 | 20,0 | 15,1  | 11,9 | 18,9 |
| Средний суточный минимум, °C  | 4,3  | 4,3  | 6,3  | 9,3  | 13,5 | 17,0 | 19,3 | 19,3 | 16,0 | 12,5 | 8,3   | 5,5  | 11,3 |
| Норма осадков, мм             | 73   | 63   | 64   | 70   | 65   | 54   | 30   | 50   | 104  | 107  | 106   | 95   | 881  |
| Источник: VirtualGuide        |      |      |      |      |      |      |      |      |      |      |       |      |      |

## Транспорт
Задар связан регулярным автобусным сообщением со всеми крупнейшими городами Хорватии, городами Боснии и Герцеговины и некоторыми европейскими столицами.
Город связан национальными морскими паромными линиями с прибрежными городами, с островами Задарского архипелага; а также международной паромной линией с итальянским городом Анкона.

## Население
Население города в 2011 году составляло 71 471 человек.
| 1857 | 1869   | 1890   | 1900   | 1910   | 1921   | 1931   | 1948   | 1953   | 1961   | 1971   | 1981   | 1991   | 2001   | 2011   |
| ---- | ------ | ------ | ------ | ------ | ------ | ------ | ------ | ------ | ------ | ------ | ------ | ------ | ------ | ------ |
| 8987 | 10 811 | 14 699 | 16 969 | 19 426 | 17 369 | 19 296 | 16 019 | 18 243 | 27 324 | 45 329 | 63 364 | 76 343 | 69 556 | 71 471 |

## Культура
Центральное событие культурной жизни Задара — международный музыкальный фестиваль Музыкальные вечера в Соборе святого Доната (с 1960 года).

## Достопримечательности
- Городские ворота (Kopnena vrata) — сооружение в форме древнеримской триумфальной арки. Построены в 1543 году веронским архитектором Микеле Саммикели. На воротах в стиле Ренессанса изображены венецианский крылатый лев и городской герб Задара.
- Римский форум — среди руин римского форума сохранились 14-метровая колонна, остатки триумфальной арки Траяна, фрагменты мостовой улицы. Часть музейной коллекции Археологического музея Задара
- Археологический музей Задара — второе по древности подобное учреждение в Далмации.
- Музей античного стекла — музей с обширной коллекцией античного стекла и рассказывающий о истории стекольного производства в античности и средневековье.
- Церковь святого Доната — построена в IX веке в византийском стиле на фундаменте римского дворца. В церкви собрана богатая коллекция работ по металлу средневековых далматинских мастеров.
- Собор святой Анастасии — построен в XII веке в романском стиле. Один из семи хорватских соборов со статусом «малая базилика». Кафедральный собор Задарской архиепархии. В соборе хранятся мощи святой Анастасии.
- Церковь святого Хрисогона — построена в XII веке в романском стиле. Интересна барочным алтарём с мраморными статуями четырёх небесных покровителей Задара.
- Церковь Девы Марии — романская церковь была построена в XI веке, но от оригинальной постройки сохранилась лишь колокольня (1105), являющаяся самой старой колокольней Далмации. В бенедиктинском монастыре, которому принадлежит церковь, расположена выставка церковного искусства.
- Монастырь францисканцев — старейшее готическое здание Задара. Построен в XII веке, перестроен в XVIII.
- Церковь св. Симеона — церковь в стиле барокко. XVII век.
- Площадь «Narodni trg» — застроена зданиями эпохи ренессанса, среди которых бывший городской муниципалитет.
- Морской Орган «Morske orgulje» — конструкция, которая преобразует энергию волн в звук.

## Города-побратимы
- Роман-сюр-Изер (Франция, с 1985)
- Данди (Шотландия)
- Реджо-нель-Эмилия (Италия)
- Фюрстенфельдбрук (Германия)
- Секешфехервар (Венгрия)
- Падуя (Италия)
- Икике (Чили)
- Банска-Бистрица (Словакия)
- Жешув (Польша)
- Бровары (Украина)

## Знаменитые уроженцы и жители
- Баракович, Юрий (1548—1628)— хорватский поэт.
- Спиридион Брусина (хорв. Spiridion Brusina; 1845—1909) — хорватский естествоиспытатель, малаколог и педагог.
- Казалич, Антон Пашко (1815—1894) — далматинский поэт, прозаик и переводчик.
- Витторио Кривелли (около 1440 — 1501 / 1502) — итальянский художник конца XV — начала XVI века, брат знаменитого Карло Кривелли. Искусствоведы относят его творчество к поздней готике или Возрождению.
- Джорджо Скьявоне (1436—1504) — итало-хорватский художник, принадлежавший к падуанской школе.
- Попович, Владимир (1910—1995) — хорватский писатель, академик.
- Стратигос, Симеон — (1733—1824), греко-итальянский математик и учёный в области морских наук.
- Зоранич, Пётр — хорватский поэт.
- братья Каталиничи: Анте (1895—1981), Фране (1891—1976) и Шимун (1889—1977) — итальянские гребцы, призёры олимпийских игр.
- Модрич, Лука — хорватский футболист, капитан национальной сборной Хорватии. Лучший игрок чемпионата мира 2018 года.